# Comuna Lukovica
Lukovica (Občina Lukovica) este o comună din Slovenia, cu o populație de 5.120 de locuitori (2003).

## Localități
Blagovica, Brdo pri Lukovici, Brezovica pri Zlatem Polju, Bršlenovica, Dupeljne, Čeplje, Češnjice, Gabrje pod Špilkom, Golčaj, Gorenje, Gradišče pri Lukovici, Hribi, Imovica, Javorje pri Blagovici, Jelša, Kompolje, Koreno, Korpe, Krajno Brdo, Krašnja, Lipa, Log, Lukovica pri Domžalah, Mala Lašna, Mali Jelnik, Obrše, Podgora pri Zlatem Polju, Podmilj, Podsmrečje, Poljane nad Blagovico, Preserje pri Lukovici, Preserje pri Zlatem Polju, Prevalje, Prevoje pri Šentvidu, Prevoje, Prilesje, Prvine, Rafolče, Selce, Spodnje Koseze, Spodnje Loke, Spodnje Prapreče, Spodnji Petelinjek, Straža, Suša, Šentvid pri Lukovici, Trnjava, Trnovče, Trojane, Učak, V Zideh, Veliki Jelnik, Videm pri Lukovici, Vošce, Vranke, Vrba, Vrh nad Krašnjo, Vrhovlje, Zavrh pri Trojanah, Zgornje Loke, Zgornje Prapreče, Zgornji Petelinjek, Zlatenek, Zlato Polje, Šentožbolt, Žirovše